# The Old Grey Whistle Test
The Old Grey Whistle Test (nebo též zkráceně Whistle Test) je britský hudební televizní pořad. Byl vysílán stanicí BBC Two v letech 1971 až 1988. Jeho prvním moderátorem byl novinář Richard Williams, mezi pozdější moderátory patřili například Annie Nightingale, David Hepworth a Andy Kershaw. Během existence pořadu v něm vystupovala řada hudebníků, mezi něž patří například Billy Joel, John Cale či skupiny Talking Heads a Lynyrd Skynyrd.